# Histopona torpida
De slanke bostrechterspin là một loài nhện trong họ Agelenidae.
Loài này thuộc chi Histopona. De slanke bostrechterspin được Carl Ludwig Koch miêu tả năm 1837.